# Arturo Whaley Martínez
Leopoldo Arturo Whaley Martínez (6 de diciembre de 1948-Ciudad de México, 11 de diciembre de 2022) fue un político mexicano, antiguo miembro del Partido Auténtico de la Revolución Mexicana, el Partido Socialista Unificado de México y el Partido Mexicano Socialista. 
Fue junto con Rafael Galván, líder de la Tendencia Democrática de los electricistas, exdirigente de los trabajadores de la industria nuclear. Ambos lucharon contra el gobierno y los sindicatos de Fidel Velázquez y de Leonardo Rodríguez Alcaine. Whaley estaba convencido de la necesidad de reestructurar el sector eléctrico para eliminar injusticias, volverlo más dinámico y acabar con muchos cuellos de botella. En 1975 fue expulsado del Sindicato Único de Trabajadores Electricistas de la República Mexicana. Fue diputado federal por el Partido Socialista Unificado de México en la LIII Legislatura del Congreso de la Unión de México. Fue director general de DEPROE, empresa mexicana de energía eólica. El 18 de febrero de 2004 Whaley sufre accidente automovilístico afectando su sistema nervioso, dejando consecuencias en su sistema motor y la vista. 
Falleció en la Ciudad de México el 11 de diciembre de 2022.